# Monte Jackson (Antártida)
O Monte Jackson ou Monte Andrew Jackson é uma montanha cujo cume constitui o ponto mais alto da Terra de Palmer e de toda a Península Antártica. Tem 3050 m de altitude e 2187 m de proeminência topográfica.
Foi descoberto por membros do United States Antarctic Service, em 1939–41, através de voos e confirmado por levantamentos topográficos. Recebeu o seu nome em homenagem a Andrew Jackson, o sétimo presidente dos Estados Unidos, que assinou o documento de autorização da United States Exploring Expedition, de 1838–42, liderada pelo tenente Charles Wilkes da Marinha dos Estados Unidos.